# Aderus trilineatus
Aderus trilineatus é uma espécie de inseto besouro da família Aderidae. Foi descrita cientificamente por Maurice Pic em 1920.

## Distribuição geográfica
Habita nas montanhas Usambara (Tanzânia).